# La maggiore

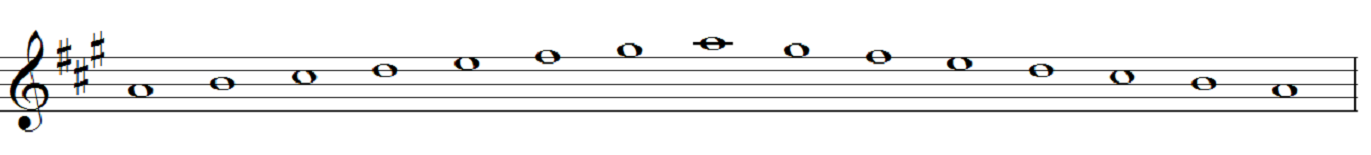
Per la scala musicale del la maggiore, si hanno: La, Si, Do♯, Re, Mi, Fa♯, Sol♯, La (parte ascendente).

La tonalità di La maggiore (A major, A-Dur) è incentrata sulla nota tonica La. Può essere abbreviata in LaM oppure in A secondo il sistema anglosassone.

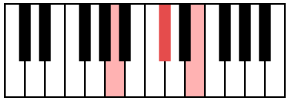
L'accordo di la maggiore (triade) è composto da La, Do♯, Mi.

L'armatura di chiave è la seguente (tre diesis):
```

Alterazioni
 (da sinistra a destra): 
fa♯, do♯, sol♯.
```

Questa rappresentazione sul pentagramma coincide con quella della tonalità relativa fa diesis minore.